# Юридический колледж Линкольна
Юридический колледж Линкольна (англ. Lincoln College of Law) — бывший юридический колледж в Спрингфилде (штат Иллинойс, США), с 1911 по 1953 годы.

## История
Юридический колледж Линкольна в Спрингфилде на протяжении более 40 лет готовил будущих юристов, в основном в вечерних классах. Многие выпускники сделали блестящую юридическую карьеру.
Колледж открылся 4 сентября 1911 года, в первый год он размещался вместе с Иллинойским бизнес-колледжем в старом здании Иллинойского государственного реестра в здании 600 на Восточной Монро-стрит. В течение следующих 15 лет колледж пять раз переезжал, и в 1926 году окончательно обосновался по адресу 206 Ист-Адамс-стрит. Он оставался там до закрытия в 1953 году.
Основателем юридического колледжа Линкольна был Уильям Вирт Эдвардс (1853—1930), методистский священник, юрист и отставной профессор колледжа МакКендри в Лебаноне (Иллинойс). В МакКендри Эдвардс был сначала профессором латыни, а затем деканом юридического факультета. Эдвардс также был первым из трёх деканов за всё время существования колледжа. После его смерти его сменил Уильям Кэри (1880—1947), выпускник колледжа 1915 года, который никогда не занимался юридической практикой, а работал на железной дороге Чикаго, Спрингфилда и Сент-Луиса. После смерти Кэри в 1947 году помощник декана, Джером Финкл (1891—1982), который также был исполнительным секретарём Иллинойского справочного бюро по законодательству, стал последним деканом юридического колледжа Линкольна.
Президентом колледжа с 1920 года до его закрытия был Р. Уэллс Лейб (1895—1959), юрист (юридический колледж Линкольна, выпуск 1917 года) и бухгалтер страховой компании Franklin Life Insurance.
Первые шесть выпускников окончили колледж в 1914 году. Самый большой класс, в 1951 году, насчитывал 29 выпускников. Лишь некоторые из них окончили колледж с отличием. В последнем классе 1953 года было два выпускника, получивших дипломы с отличием — Клелл Л. Вудс и Роберт Е. Дехен.
Ежегодник колледжа был впервые напечатан в 1914 году.
Юридический колледж Линкольна был открыт для всех. В классе 1915 года был первый чернокожий выпускник, Роберт П. Тейлор, а среди выпускников 1918 года была Кэтлин Клайн, первая женщина среди студентов колледжа.
Многие студенты приезжали из таких мест, как Карбондейл, Олни и Чикаго, чтобы работать в Спрингфилде только для того, чтобы иметь возможность посещать колледж. Хотя в колледже были и дневные классы, он работал в основном как вечерняя школа, занятия проводились четыре вечера в неделю.
К 1925—1926 учебному году студенты могли получить степень бакалавра права (LLB) за три года или степень магистра права (LLM) за четыре года обучения. Студент, получивший степень бакалавра в другом месте до поступления в юридический колледж Линкольна, по окончании обучения получал степень доктора права (JD).
Согласно статье в Illinois State Journal от 15 февраля 1952 года, за время существования юридического колледжа Линкольна его окончили 375 человек. В списке, составленном Робертом Гасавеем для его брошюры «Юридический колледж Линкольна..» — 364 выпускника.
После Второй мировой войны учебное заведение получило толчок к развитию благодаря введению образовательных льгот по программе GI Bill, но количество студентов сократилось, когда эта программа была свернута в 1950-х годах.
К тому времени преподаватели, среди которых были такие известные адвокаты, как Нельсон О. Ховарт, Уиллард Айс, Морис Скотт, Лорен Боббит и Уильям Фуитен, работали без зарплаты.
Президент колледжа, Р. Уэллс Лейб, оплачивал задолженность колледжа в течение последних двух лет. Однако Лейб серьёзно заболел, и колледж закрыл свои двери после церемонии выпуска 18 членов класса 1953 года, которая состоялась в зале окружного суда округа Сангамон 26 марта 1953 года.
Для того чтобы оставшиеся студенты смогли закончить обучение, преподаватели проводили занятия у себя дома или в офисе. Второкурсники были перераспределены по курсам, и эти студенты завершили свое обучение у местных адвокатов. В здании на 206 Ист-Адамс-стрит разместилось региональное отделение антидиффамационной лиги Бней-Брит.

## Преподаватели
Юридический колледж Линкольна предлагал полное изучение всех отраслей права, рассматриваемых государственной комиссией экзаменаторов по праву. Как и студенты, преподаватели работали по совместительству. Среди первых преподавателей были К. Ф. Мортимер, один из ведущих адвокатов Спрингфилда, который преподавал уголовное право, и В. А. Орр, адвокат и преподаватель колледжа Гринвилл, который преподавал договорное право. У. Эдгар Сэмпсон, помощник генерального прокурора штата Иллинойс, преподавал доказательственное право, а Джон Г. Фридмайер — агентское право. В колледже также читали специальные лекции другие известные юристы, в том числе У. А. Норткотт, прокурор США в Спрингфилде.

## Выпускники
Многие выпускники Юридического колледжа Линкольна сделали выдающуюся карьеру. Среди них:
- Джеймс Донневальд[англ.], казначей штата Иллинойс;
- Г. Уильям Хорсли, сенатор штата;
- Клелл Вудс, клерк Верховного суда штата Иллинойс[англ.];
- Лесли Ниммо, соучредитель страховой компании Horace Mann Insurance;
- Ричард Груммон, президент школьного совета Спрингфилда;
- Морис Скотт, эксперт по налогам штата Иллинойс;
- Джек Вайнер, адвокат;
- Харви Бим, судья;
- Уильям Д. Конвей, судья;
- Ими Фойер, судья;
- Пол Вертикчио, судья.